# Homalocephale
Homalocephale (que significa "cabeça chata") é um gênero de dinossauro herbívoro e bípede que viveu no fim do período Cretáceo. Media entre 1,5 e 3 metros de comprimento e pesava em torno de 60 quilogramas.
O Homalocephale viveu na Ásia e seus fósseis foram encontrados na China e na Mongólia. Assim como os demais integrantes da infraordem Pachycephalosauria o Homalocephale possuía uma área óssea em forma de arco na parte de cima do crânio muito mais espessa que o normal, acredita-se que ela era usada em disputas entre os machos da mesma espécie para o controle do bando ou em disputas pelas fêmeas, há ainda a possibilidade menos provável de que o Homalocephale a usasse para se defender dos predadores.